# لحشاشدة (سيدي منصور)
لحشاشدة هي إحدى مشيخات المملكة المغربية، تتبع جغرافيا لإقليم الرحامنة وإداريًا لسيدي منصور. يقدر عدد سكانها بـ 2238 نسمة حسب الإحصاء الرسمي للسكان والسكنى لسنة 2004.